# Sipke Zijlstra
Sipke Zijlstra (Bergum, 13 april 1985) is een Nederlands wielrenner.
In 2009 deed Zijlstra namens Nederland mee aan de wereldkampioenschappen baanwielrennen, in de ploegenachtervolging (samen met Levi Heimans, Geert-Jan Jonkman en Arno van der Zwet). Ze wisten als zevende te eindigen, in een tijd van 4.08,667. 

## Overwinningen
2006
- Omloop Lek en IJssel
- Nederlands kampioen achtervolging, Beloften

2008
- Omloop van Ternaard[1]